# Gensomaden Saiyuki
Gensomaden Saiyuki (яп. 幻想魔伝最遊記 гэнсо:мадэн сайю:ки) или просто Saiyuki — манга Кадзуи Минэкуры, выходившая в журнале G-Fantasy с 1997 по 2002 г. По манге было снято большое количество аниме, включая OVA 1999 года, созданную компанией Tokyo Kids, сериал Studio Pierrot, выпущенный год спустя, полнометражный анимационный фильм Gensomaden Saiyuki: Requiem (2001) и его сиквел Gensomaden Saiyuki: Kibou no Zaika (2002) Сюжет первоначального произведения основан на одном из четырёх классических китайских романов «Путешествие на Запад». Существует продолжение манги под названием Saiyuki Reload (яп. 最遊記RELOAD), также экранизированное в качестве аниме, и приквел Кадзуи Минэкуры Saiyuki Gaiden.
Манга была продана тиражом более 3,2 миллионов. 

## Сюжет
Много лет назад люди и демоны жили в гармонии. Но это единство закончилось, когда демоны начали нападать на людей и подготовили миссию по освобождению Гюмао - злого демона, заключенного в тюрьму на тысячи лет. Теперь, Генджо Санзо, жрец-жулик, должен объединиться с тремя демонами - Ша Годзё, Сон Гоку и Чо Хаккай - и отправиться в опасное путешествие на запад, чтобы помешать этим демонам воскресить Гюмао и восстановить баланс между людьми и демонами. на земле.

## Персонажи
Генджо Санзо (玄奘三蔵,Genjō Sanzō) - это один из главных героев Сайюки. Буддийский священник / монах, именно он собрал всех четверых, чтобы отправиться на запад под командованием Трех Аспектов и Богини Милосердия. От его руководства происходит общее прозвище группы Sanzo Party («группа Санзо» или «Sanzo-ikkou»).
Сэйю: Тосихико Сэки
Сон Гоку (孫悟空 Son Gokū) - это веселый «Король обезьян», который использует посох, известный как нёи-бо, в качестве основного оружия. Гоку присоединяется к Гендзё Сандзо, Чо Хаккаю и Ша Годзё в их путешествии на запад, чтобы остановить воскрешение Гюмао.
Сэйю: Соитиро Хоси
Ша Годзё (沙悟浄, Sha Gojō) - ханью, нечто среднее между ёкаем и человеком, и он использует Сакудзо, металлическое посоховое оружие с серпом и цепью, в качестве основного средства боя. Он является одним из четырех членов Sanzo Ikkou, и хотя он не имеет никакого видимого значения для группы, он очень важен для их гармонии.
Сэйю: Хироаки Хирата
Чо Хаккай (豬八戒) - мягкий, вежливый и уравновешенный член Sanzo Ikkou. Он всегда заботится об их повседневном благополучии. Он играет более женскую роль: готовит еду, убирает за всеми, следит за тем, чтобы их запасы были в порядке, и решает (или, по крайней мере, успокаивает) споры и вопли, которые случаются часто. Он также является их целителем, его кику-дзюцу (манипуляция ци / цигун) пригодится в бою в виде взрывов ки и защитных барьеров.
Сэйю: Акира Исида
Джип или Хакурью (ジープ), (はくりゅう) - является любимым драконом Хаккая. Джип обладает способностью превращаться в джип, в котором путешествует Sanzo Party. Джип - пятый член Sanzo Ikkou, тот, кто несет четырех шумных людей на спине. Хотя обычно Джип размером с домашнюю кошку, трансформация Джипа делает его намного больше. Джип также показал способность дышать огнем.

## Медиа

### Видео-игры
18 марта 2004 года по сюжету манги компанией Bandai была выпущена ролевая видеоигра Saiyuki Reload для PlayStation 2. 
В августе 2004 выходит файтинг Saiyuki Reload Gunlock для PlayStation 2. 

## Награды
Тома манги Saiyuki Gaiden часто входили в топ манги, как и манга Saiyuki Reload. 